# Mickey Sheen
Mickey Sheen (* 13. Dezember 1927 in Brooklyn, New York City als Milton Scheinblum; † 25. März 1987) war ein US-amerikanischer Jazzschlagzeuger des Swing und Mainstream Jazz.

## Leben
Mickey Sheen spielte neunjährig Klavier und mit zwölf Jahren Schlagzeug. Er arbeitete in den 1940er und 1950er Jahren u. a. mit Sol Yagad, Rex Stewart, Bobby Hackett (Milton Jazz Concert 1963 mit Vic Dickenson, Edmond Hall), Chubby Jacksons Big Three (1958), Coleman Hawkins (auf dem Album Coleman Hawkins and Confreres 1957/58) sowie mit Lester Young, Harry Sweets Edison und Roy Eldridge z. B. auf Lester Young´s Album Laughin´ to Keep from Crying (1958). 1955 erschien sein Album Have Swing, Will Travel (Herald). Im Jahr 1960 gründete er zusammen mit Marty Napoleon und Chubby Jackson das Trio The Big Three.